# Ingrid Lutz
Ingrid Marga Irene Lutz (* 3. März 1924 in Berlin-Wilmersdorf; † 19. November 2021 in Rottach-Egern) war eine deutsche Schauspielerin.

## Leben
Die Tochter eines Tanzlehrers tanzte schon im Kinderballett und begann ihre Ausbildung als Tanz-Elevin am Deutschen Opernhaus in Berlin. Später nahm sie Schauspielunterricht.
Im Alter von 19 Jahren erhielt sie ihre ersten Filmrollen, 1944 übernahm sie in Junge Herzen als Studentin Lindy bereits eine tragende Rolle. Nach dem Krieg unternahm sie Tourneen mit dem Orchester von Michael Jary, der für sie auch Lieder komponierte. Ihre bekannteste Nummer hieß Das ist nichts für kleine Mädchen, die sie zusammen mit Rudolf Platte vortrug.
Neben ihrer Bühnentätigkeit drehte sie noch eine beträchtliche Anzahl Filme, in denen sie als temperamentvolle Nebendarstellerin auch Tanz- und Gesangseinlagen bot. In Das kann jedem passieren (1952) brachte sie als Revuegirl Rita einen biederen Ehemann (Heinz Rühmann) in Erklärungsnöte.
Ingrid Lutz war in erster Ehe mit dem Modearzt Dr. Wolfgang Wohlgemuth verheiratet, der durch seine Verwicklung in den Fall Otto John bekannt wurde. Nach ihrer dritten Ehe mit einem Textilkaufmann zog sie sich in das Privatleben zurück.
Unbemerkt von der Öffentlichkeit starb der ehemalige Filmstar im Alter von 97 Jahren in Rottach-Egern am Tegernsee im Jahre 2021.

## Filmografie
- 1943: Ich vertraue Dir meine Frau an
- 1943: Geliebter Schatz
- 1944: Junge Herzen
- 1944: Seinerzeit zu meiner Zeit
- 1944: Der Mann, dem man den Namen stahl
- 1944/48: Eine reizende Familie
- 1944/49: Freitag, der 13.
- 1945: Eines Tages
- 1945: Sag’ die Wahrheit (unvollendet)
- 1946: Sag’ die Wahrheit
- 1950: Furioso
- 1951: Die verschleierte Maja
- 1952: Bis wir uns wiederseh’n
- 1952: Das kann jedem passieren
- 1952: Großstadtgeheimnis
- 1952: Traumschöne Nacht
- 1953: Tante Jutta aus Kalkutta
- 1953: Die vertagte Hochzeitsnacht
- 1953: Hurra – ein Junge!
- 1953: Im Krug zum grünen Kranze (Die 5 Karnickel)
- 1953: Heute nacht passiert’s
- 1953: Knall und Fall als Detektive
- 1953: Ein tolles Früchtchen
- 1954: Ball der Nationen
- 1954: Rittmeister Wronski
- 1954: Schule für Eheglück
- 1954: Keine Angst vor Schwiegermüttern
- 1954: Heimweh nach Deutschland
- 1954: Dein Mund verspricht mir Liebe
- 1955: Du mein stilles Tal
- 1955: Vatertag
- 1955: Premiere im Metropol
- 1955: Der doppelte Ehemann
- 1955: Der Major und die Stiere
- 1955: Urlaub auf Ehrenwort
- 1956: Ich und meine Schwiegersöhne
- 1956: Zu Befehl, Frau Feldwebel!
- 1957: Kindermädchen für Papa gesucht
- 1957: Frauenarzt Dr. Bertram
- 1959: Zurück aus dem Weltall